# Anisodes gloria
Anisodes gloria är en fjärilsart som beskrevs av Robinson 1975. Anisodes gloria ingår i släktet Anisodes och familjen mätare. Inga underarter finns listade i Catalogue of Life.